# تپه رستم‌آباد
تپه رستم‌آباد مربوط به دوران پیش از تاریخ ایران باستان است و در شهرستان باغ ملک، روستای رستم‌آباد واقع شده و این اثر در تاریخ ۲۳ شهریور ۱۳۸۲ با شمارهٔ ثبت ۹۹۵۹ به‌عنوان یکی از آثار ملی ایران به ثبت رسیده است.